# Kanton Sélestat
Sélestat is een kanton van het Franse departement Bas-Rhin. Het kanton maakt deel uit van het arrondissement Sélestat-Erstein.
Op 22 maart 2015 werd het aangrenzende kanton Marckolsheim opgeheven en behalve Diebolsheim werden de gemeenten bij het kanton Sélestat gevoegd.

## Gemeenten
Het kanton Sélestat omvat de volgende gemeenten:
- Artolsheim
- Baldenheim
- Bindernheim
- Bœsenbiesen
- Bootzheim
- Châtenois
- Dieffenthal
- Ebersheim
- Ebersmunster
- Elsenheim
- Heidolsheim
- Hessenheim
- Hilsenheim
- Kintzheim
- Mackenheim
- Marckolsheim
- Mussig
- Muttersholtz
- Ohnenheim
- Orschwiller
- Richtolsheim
- Saasenheim
- Scherwiller
- Schœnau
- Sélestat
- Schwobsheim
- Sundhouse
- La Vancelle
- Wittisheim